# 蘭利 (維吉尼亞州)

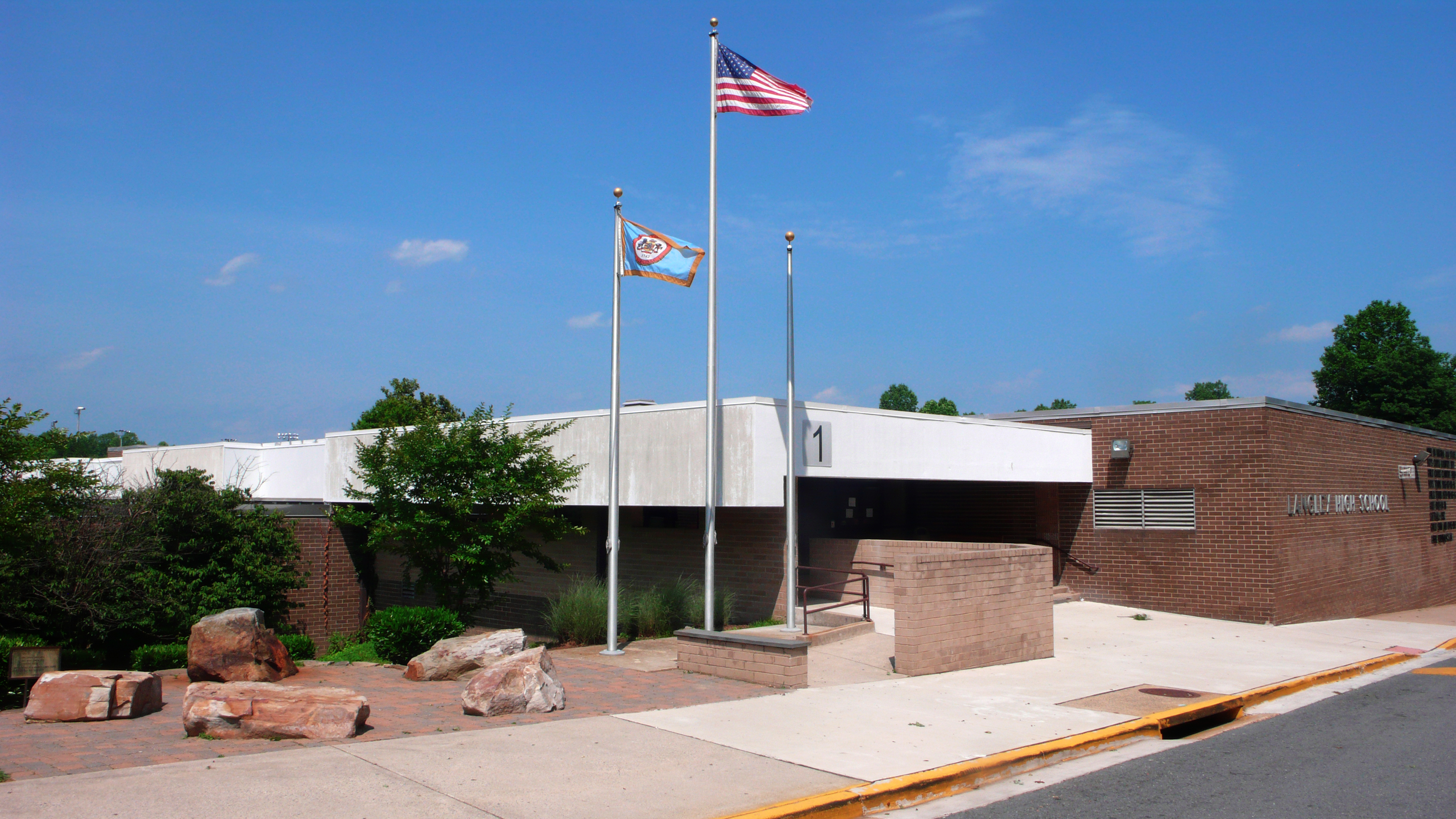
兰利高中，摄于2008年.

兰利（英語：Langley），位於美國維吉尼亞州費爾法克斯縣的一個社區，多年前被納入為麥克林（McLean）的一部份，是華盛頓哥倫比亞特區的衛星城市，中央情報局總部的所在地。